# Rennrodel-Amerika-Pazifikmeisterschaften 2022

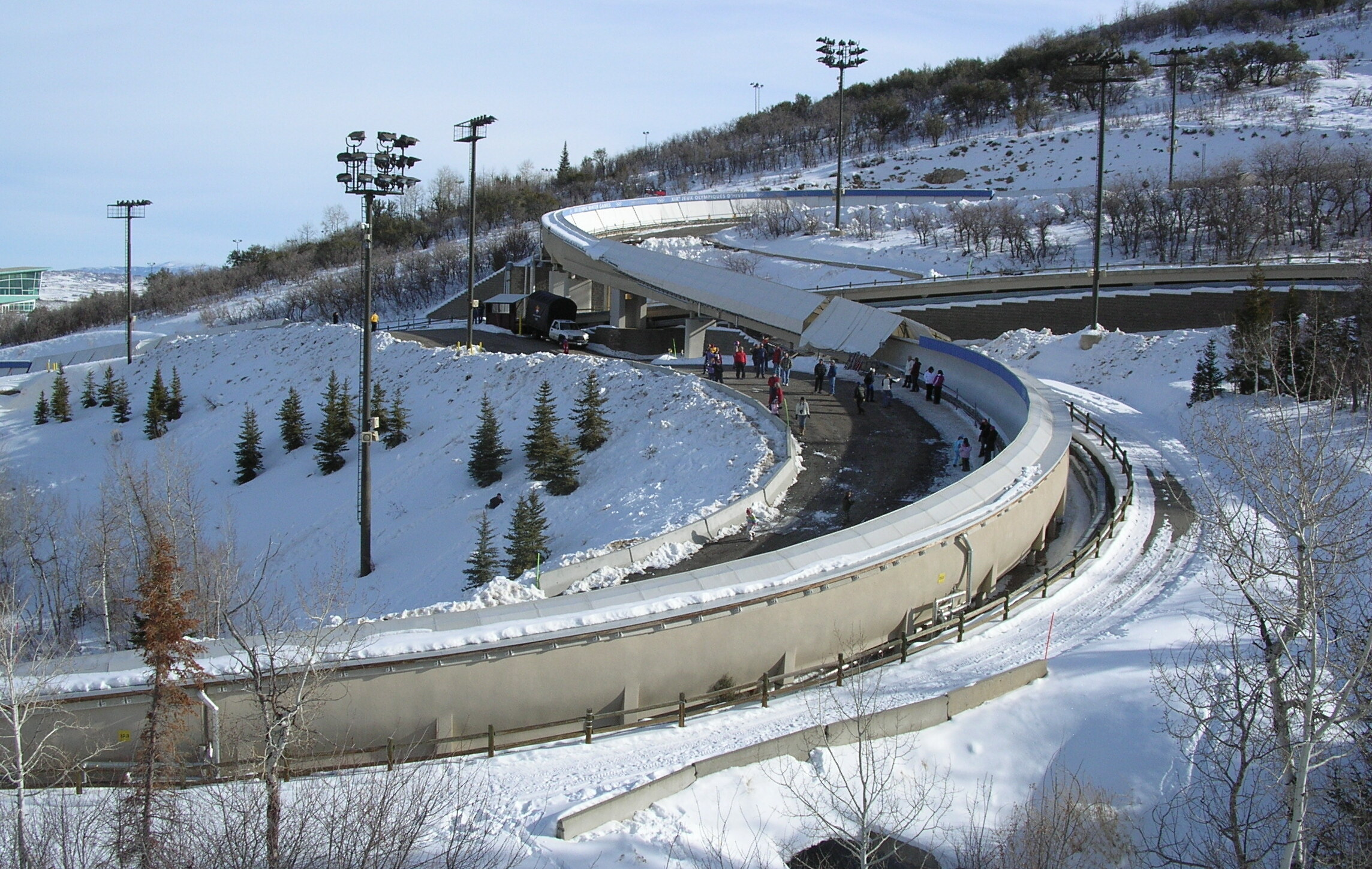
Utah Olympic Park Track

Die Rennrodel-Amerika-Pazifikmeisterschaften 2022 wurden vom 16. bis 17. Dezember 2022 im Rahmen des dritten Weltcuprennens der Saison 2022/23 auf dem Utah Olympic Park Track in Park City (Utah), Vereinigte Staaten, ausgetragen.
Es fanden Wettbewerbe in den Ein- und Doppelsitzern für Männer und Frauen statt. Erstmals wurden bei Amerika-Pazifikmeisterschaften separate Wertungsrennen für Frauen und Männer in der Doppelsitzerkonkurrenz ausgerichtet, bis 2020 fand die Austragung als offene Kategorie statt, 2021 wurde nur ein Wettbewerb für den Doppelsitzer der Männer ausgetragen. Alle Wettbewerbe wurden in zwei Läufen entschieden, für die Wertung dienten die Ergebnisse der Weltcuprennen in den entsprechenden Disziplinen (Race-in-Race-Austragung).

## Titelverteidiger
Bei den vorangegangenen Amerika-Pazifikmeisterschaften 2021 im Sliding Center Sanki in Sotschi siegten Summer Britcher im Einsitzer der Frauen, Jonathan Eric Gustafson im Einsitzer der Männer sowie Tristan Walker und Justin Snith im Doppelsitzer. Walker/Snith hatten mit Auflauf der Saison 2021/22 ihre aktive Laufbahn beendet und treten daher nicht zur Titelverteidigung an.

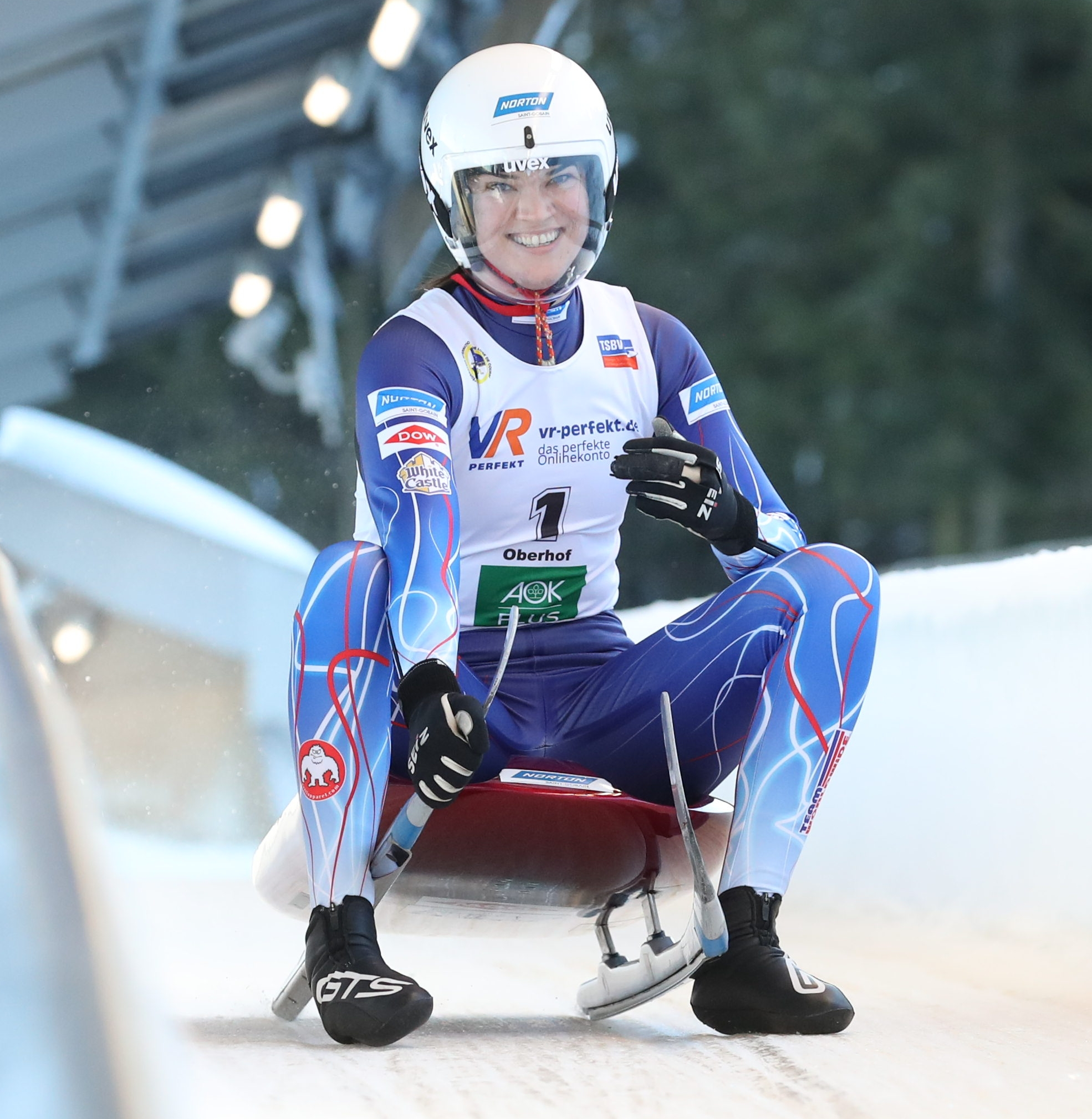
Britcher
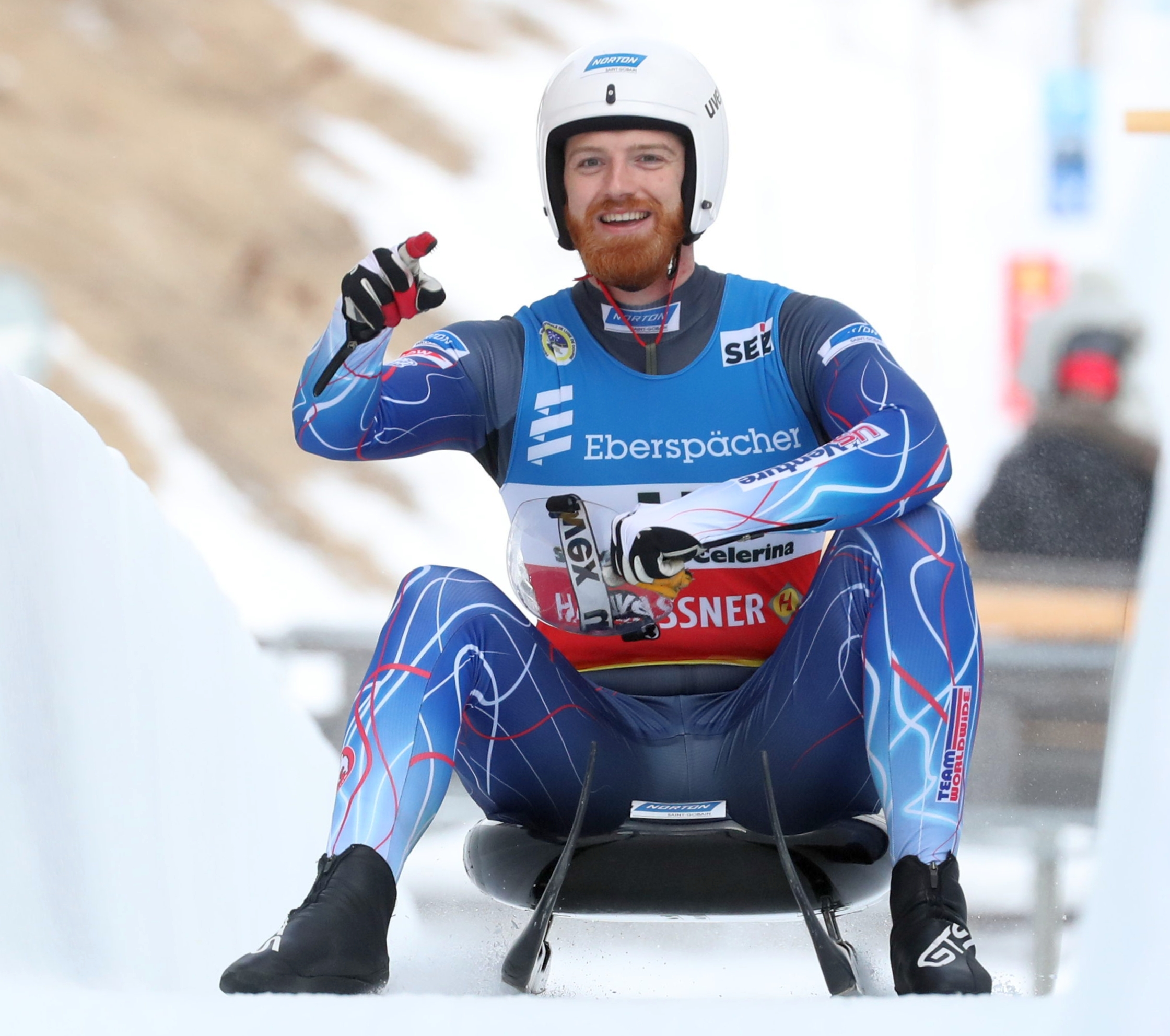
Gustafson
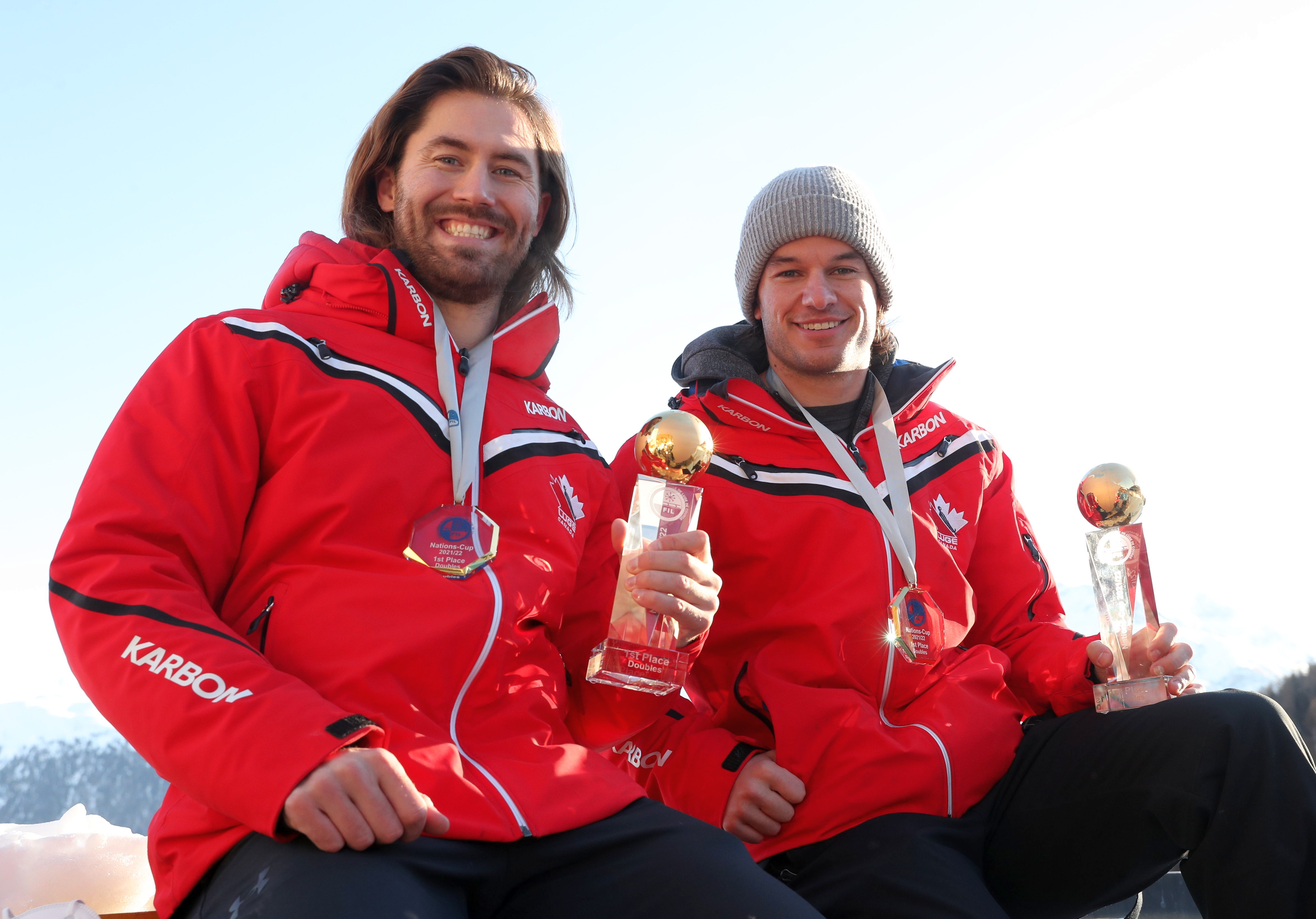
Walker/Snith

## Einsitzer der Frauen

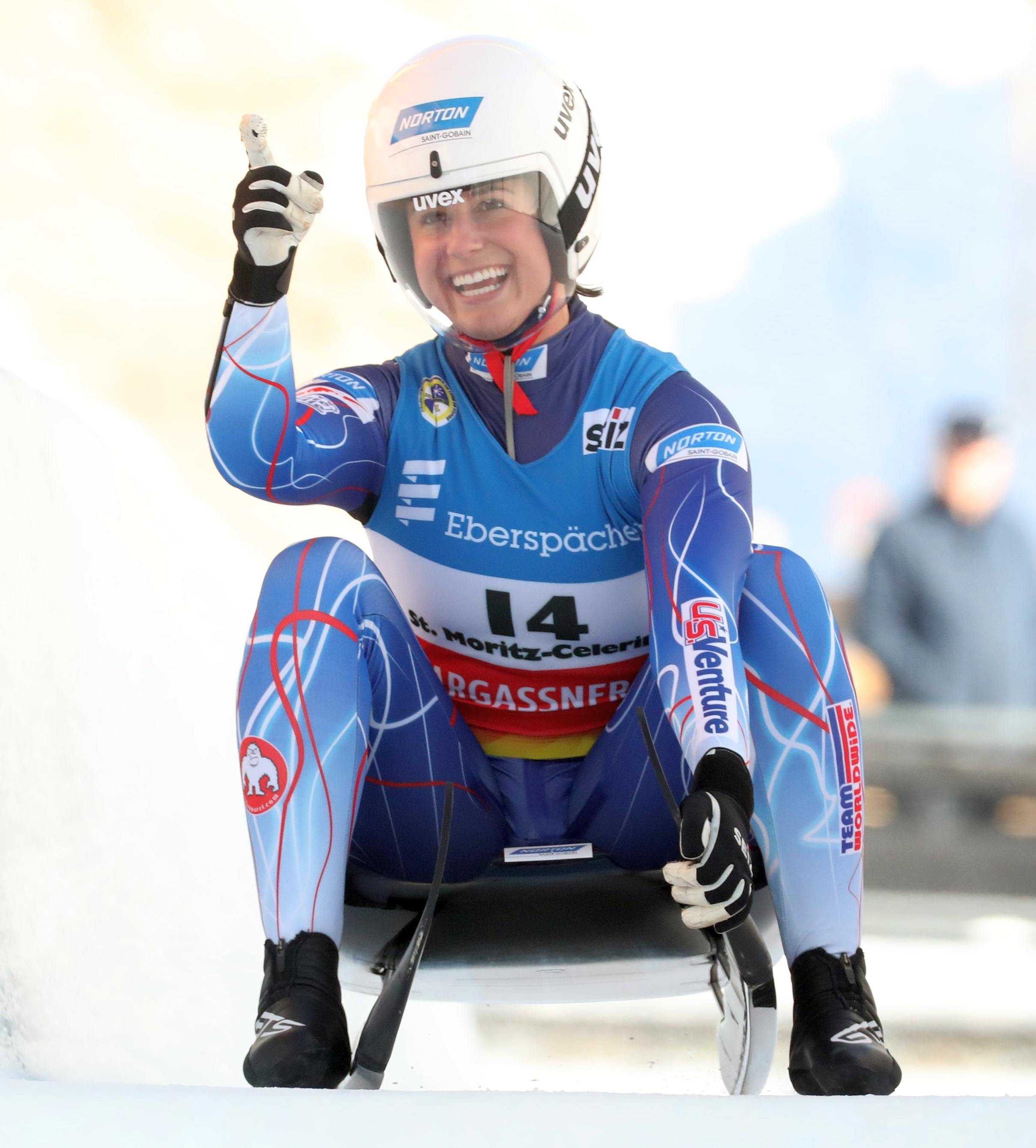
Emily Sweeney

| Platz | Sportler           | Laufzeiten        | Zeit             |
| ----- | ------------------ | ----------------- | ---------------- |
| 01    | Emily Sweeney      | 43,345 s 43,266 s | 1:26,611 Minuten |
| 02    | Brittney Arndt     | 43,572 s 43,545 s | 1:+0,506 s       |
| 03    | Ashley Farquharson | 43,556 s 43,610 s | 1:+0,555 s       |
| 04    | Summer Britcher    | 43,696 s 43,549 s | 1:+0,634 s       |
| 05    | Trinity Ellis      | 43,892 s 43,817 s | 1:+1,098 s       |
| 06    | Carolyn Maxwell    | 43,988 s 43,908 s | 1:+1,285 s       |
| 07    | Caitlin Nash       | 43,905 s 44,302 s | 1:+1,596 s       |
| 08    | Veronica Ravenna   | 44,139 s 44,088 s | 1:+1,616 s       |

Datum: 17. Dezember
Emily Sweeney sicherte sich ihren dritten Titel bei den Meisterschaften, sie verwies ihre Landsfrau Brittney Arndt mit einem Vorsprung von einer halben Sekunde auf den Silberrang, Ashley Farquharson folgte dahinter auf Rang 3 vor Summer Britcher. Die kanadischen Starterinnen Trinity Ellis, Carolyn Maxwell und Caitlin Nash fuhren mit mehr als einer Sekunde Rückstand auf die Plätze 5 bis 7, die Argentinierin Veronica Ravenna wurde mit einem Rückstand von 1,6 Sekunden Achte. In der Race-in-Race-Weltcupwertung gewann Sweeney die Silbermedaille, Arndt wurde auf ihrer Heimbahn Siebte – was ihr bestes Weltcupergebnis darstellte –, Farquharson auf Platz 9 und Britcher auf Rang 12 folgten. Ellis wurde 19., Maxwell und Nash belegten die Plätze 21 und 22, Ravenna folgte auf Rang 23.

## Einsitzer der Männer

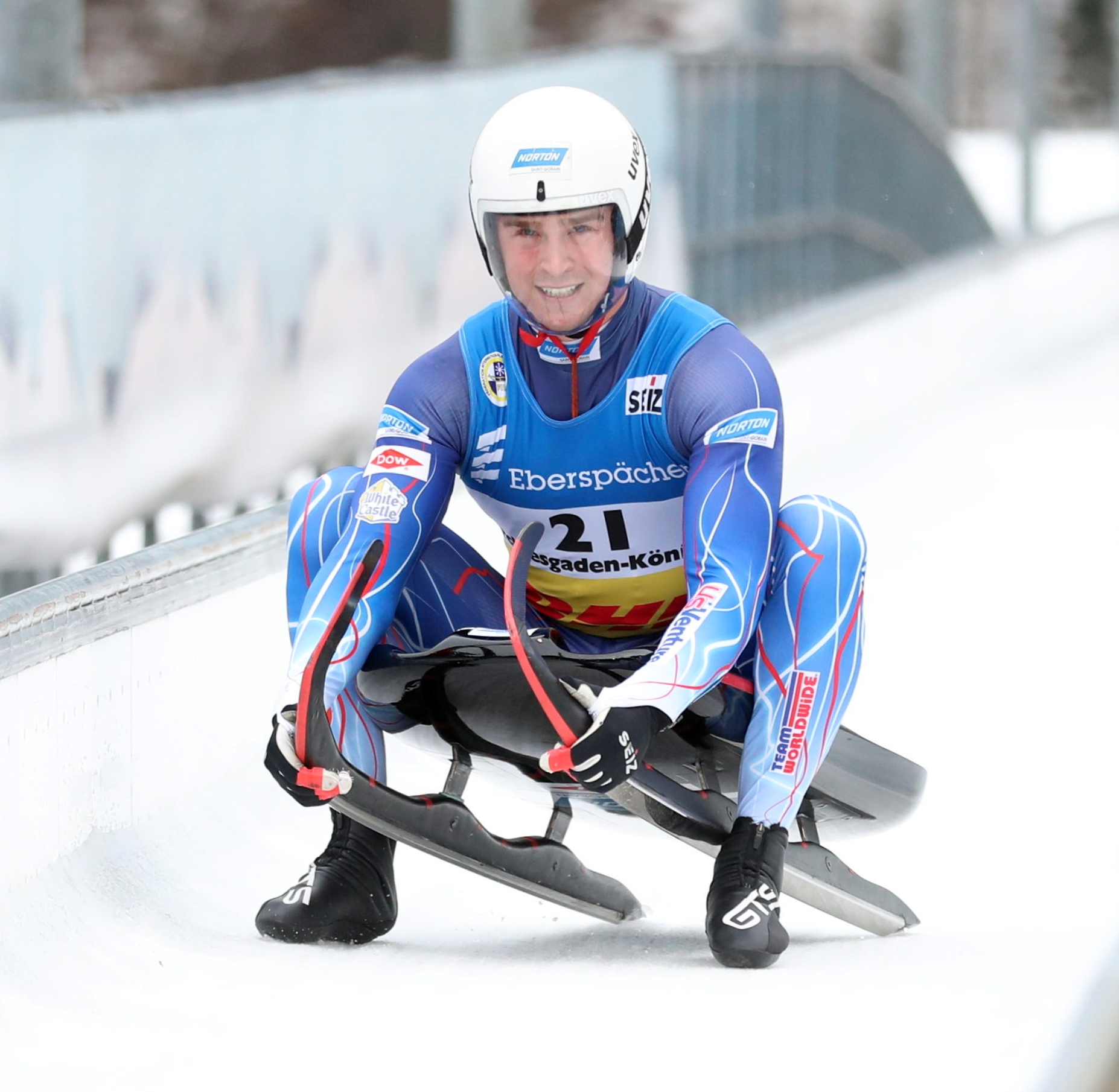
Tucker West

| Platz | Sportler                   | Laufzeiten        | Zeit             |
| ----- | -------------------------- | ----------------- | ---------------- |
| 01    | Tucker West                | 45,182 s 45,133 s | 1:30,315 Minuten |
| 02    | Christopher Mazdzer        | 45,334 s 45,361 s | 1:+0,380 s       |
| 03    | Alexander Michael Ferlazzo | 45,222 s 45,530 s | 1:+0,437 s       |
| 04    | Jonathan Eric Gustafson    | 45,524 s 45,663 s | 1:+0,872 s       |

Datum: 16. Dezember
Tucker West sicherte sich mit zwei Laufbestzeiten seinen vierten Amerika-Pazifikmeistertitel und verwies seinen Landsmann Christopher Mazdzer, der in der Saison 2022/23 nur noch für die Weltcuprennen in Nordamerika im Aufgebot des US-amerikanischen Teams steht, mit einem Vorsprung von fast vier Zehntelsekunden auf den Silberrang. Die Bronzemedaille gewann der Australier Alexander Michael Ferlazzo, der erstmals auf das Podium der Amerika-Pazifikmeisterschaften fahren konnte. Vorjahressieger Jonathan Eric Gustafson kam nach zwei schlechten Läufen auf seiner US-amerikanischen Heimbahn nicht über Platz 4 hinaus, sein Rückstand betrug fast neun Zehntelsekunden. In der Race-in-Race-Weltcupwertung wurde West Vierter, Mazdzer fuhr auf Rang 10, Ferlazzo folgte auf 11 und Gustafson landete auf dem 15. Platz.

## Doppelsitzer der Frauen

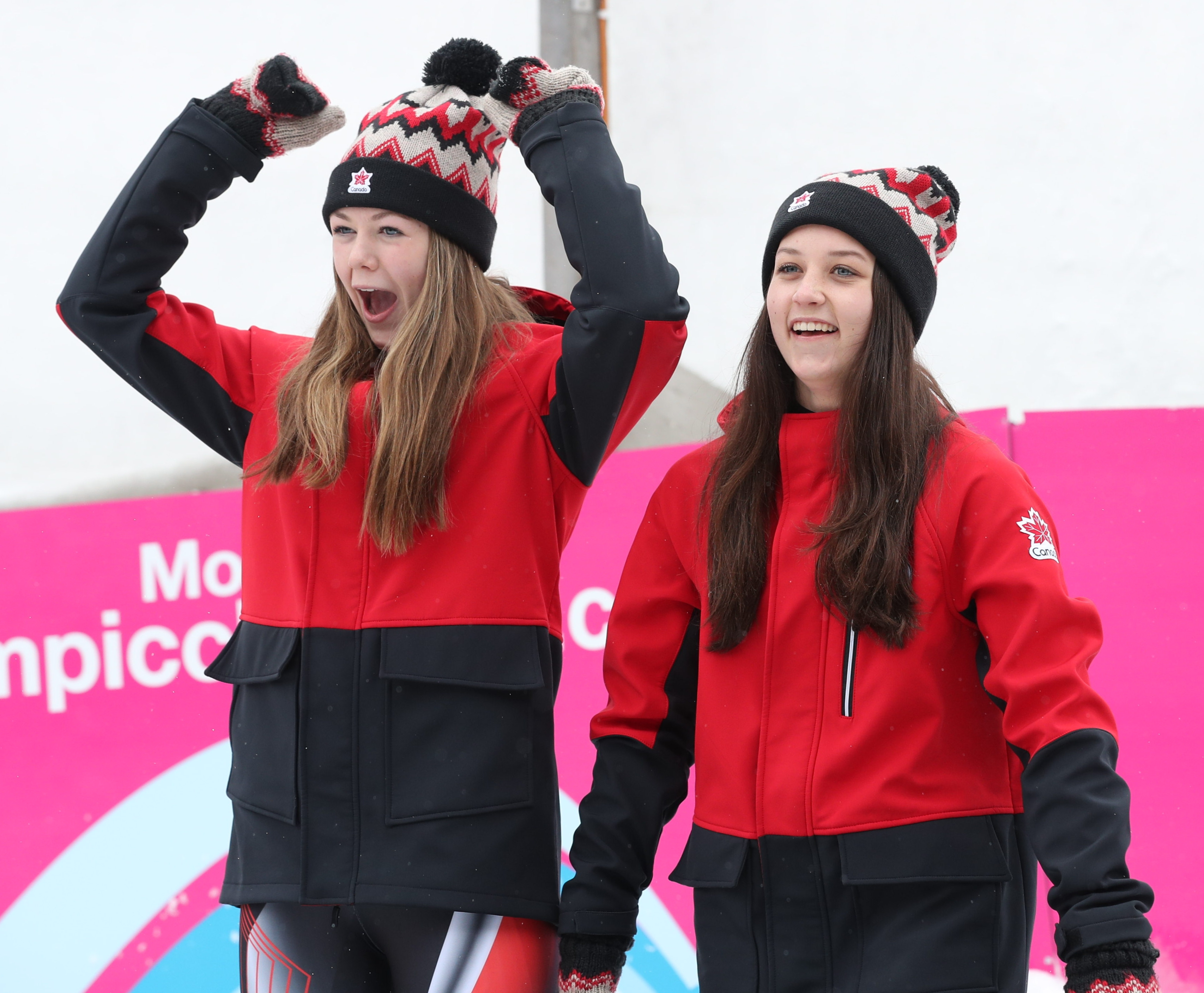
Caitlin Nash und Natalie Corless

| Platz | Sportler                              | Laufzeiten        | Zeit             |
| ----- | ------------------------------------- | ----------------- | ---------------- |
| 01    | Caitlin Nash/Natalie Corless          | 44,603 s 44,352 s | 1:28,955 Minuten |
| 02    | Summer Britcher/Emily Sweeney         | 44,545 s 44,424 s | 1:+0,014 s       |
| 03    | Maya Chan/Reannyn Weiler              | 44,537 s 44,463 s | 1:+0,045 s       |
| 04    | Chevonne Chelsea Forgan/Sophia Kirkby | 44,754 s 44,621 s | 1:+0,420 s       |

Datum: 16. Dezember
Die Kanadierinnen Caitlin Nash und Natalie Corless, die 2019 in Whistler mit dem ersten Start eines Frauendoppelsitzers im Weltcup in der damals noch als offene Kategorie ausgetragenen Doppelsitzerrennen Geschichte geschrieben hatten, sicherten sich erstmals den Titel der Amerika-Pazifikmeisterschaften. Summer Britcher und Emily Sweeney (Vereinigte Staaten), die bereits seit vielen Jahren im Einsitzer angetreten waren und ab der Saison 2022/23 auch als Doppelsitzer starteten, wurden mit einem Rückstand von 14 Tausendstelsekunden Zweite. Die US-Amerikanerinnen Maya Chan und Reannyn Weiler fuhren mit einem Rückstand von 45 Tausendstelsekunden auf den Bronzerang, ihre Landsfrauen Chevonne Chelsea Forgan und Sophia Kirkby wurden mit einem Rückstand von mehr als vier Zehntelsekunden Vierte. In der Race-in-Race-Weltcupwertung wurden Nash/Corless Dritte, Britcher/Sweeney und Chan/Weiler folgten dahinter auf den Rängen 4 und 5, Forgan/Kirkby wurden Siebte.

## Doppelsitzer der Männer

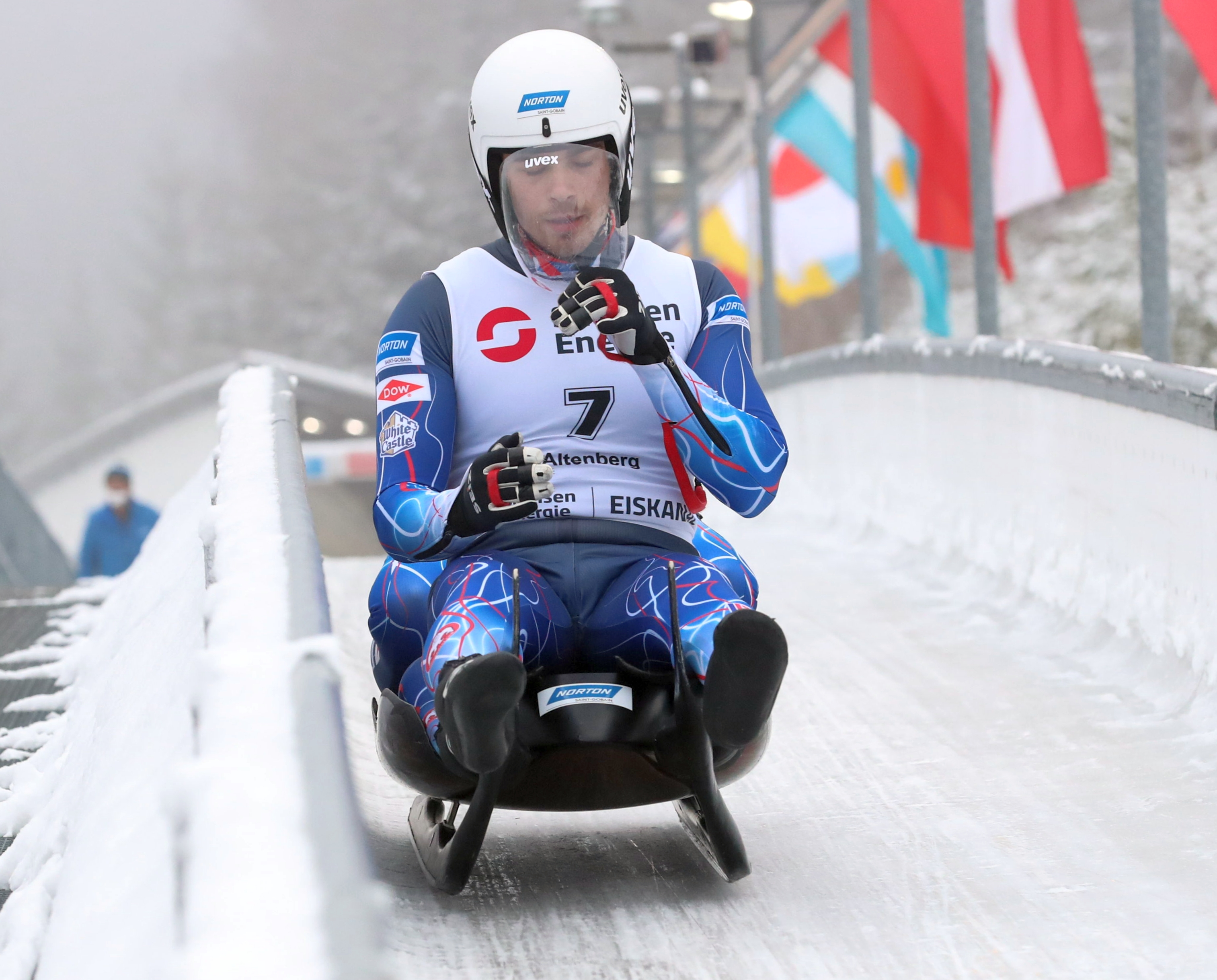
Zachary DiGregorio und Sean Hollander

| Platz | Sportler                             | Laufzeiten        | Zeit             |
| ----- | ------------------------------------ | ----------------- | ---------------- |
| 01    | Zachary DiGregorio/Sean Hollander    | 43,614 s 43,425 s | 1:27,039 Minuten |
| 02    | Dana Kellogg/Duncan Segger           | 43,824 s 43,525 s | 1:+0,310 s       |
| 03    | Devin Wardrope/Cole Anthony Zajanski | 44,313 s 44,228 s | 1:+1,502 s       |

Datum: 16. Dezember
Den Titel sicherten sich die US-Amerikaner Zachary DiGregorio und Sean Hollander, die auf ihrer Heimbahn zwei Laufbestzeiten zeigten, sie verwiesen damit ihre Teamkollegen Dana Kellogg und Duncan Segger mit einem Vorsprung von mehr als drei Zehntelsekunden auf den Silberrang. Die Kanadier Devin Wardrope und Cole Anthony Zajanski fuhren mit einem Rückstand von 1,5 Sekunden auf den Bronzerang. In der Race-in-Race-Weltcupwertung wurden DiGregorio/Hollander Vierte, Kellogg/Segger fuhren auf Rang 8, Wardrope/Zajanski wurden Fünftzehnte und damit Vorletzte.